# Zacatecoluca
Zacatecoluca é um município e a capital do departamento de La Paz, em El Salvador.